# 구피 (음악 그룹)
구피는 대한민국의 음악 그룹이며 DJ DOC의 <겨울 이야기>와 영턱스클럽의 <정> 두 곡은 원래 해당 그룹(구피)이 부를 예정이었으나 DJ DOC과 같은 소속사란 점(겨울 이야기), 신철이 "('정'이)  영턱스클럽을 만나면 더욱 폭발력이 있을 것"이라 판단하여(정) DJ DOC 영턱스클럽이 각각 부르게 됐다.

## 음반
- 《옛날 노래의 역습》 (2017년)
- 《Unplugged Soul》 (2011년)
- 《비야》 (2010년)
- 《Sad Orchestra》 (2010년)
- 《2008 Neo Goofy》 (2009년)
- 《6집 청춘》 (2006년)
- 《5집 Goofy Story》 (2004년)
- 《Best Goofy Dance Version 2》 (2002년)
- 《4집 구피》 (2001년 12월 14일)
- 《3.5집 Technogoofy》 (2001년)
- 《3집 Goofy III》 (2000년)
- 《2집 Goofy II》 (1998년)
- 《1집 많이많이》 (1997년)